# St. Georg (Oberdorfen)

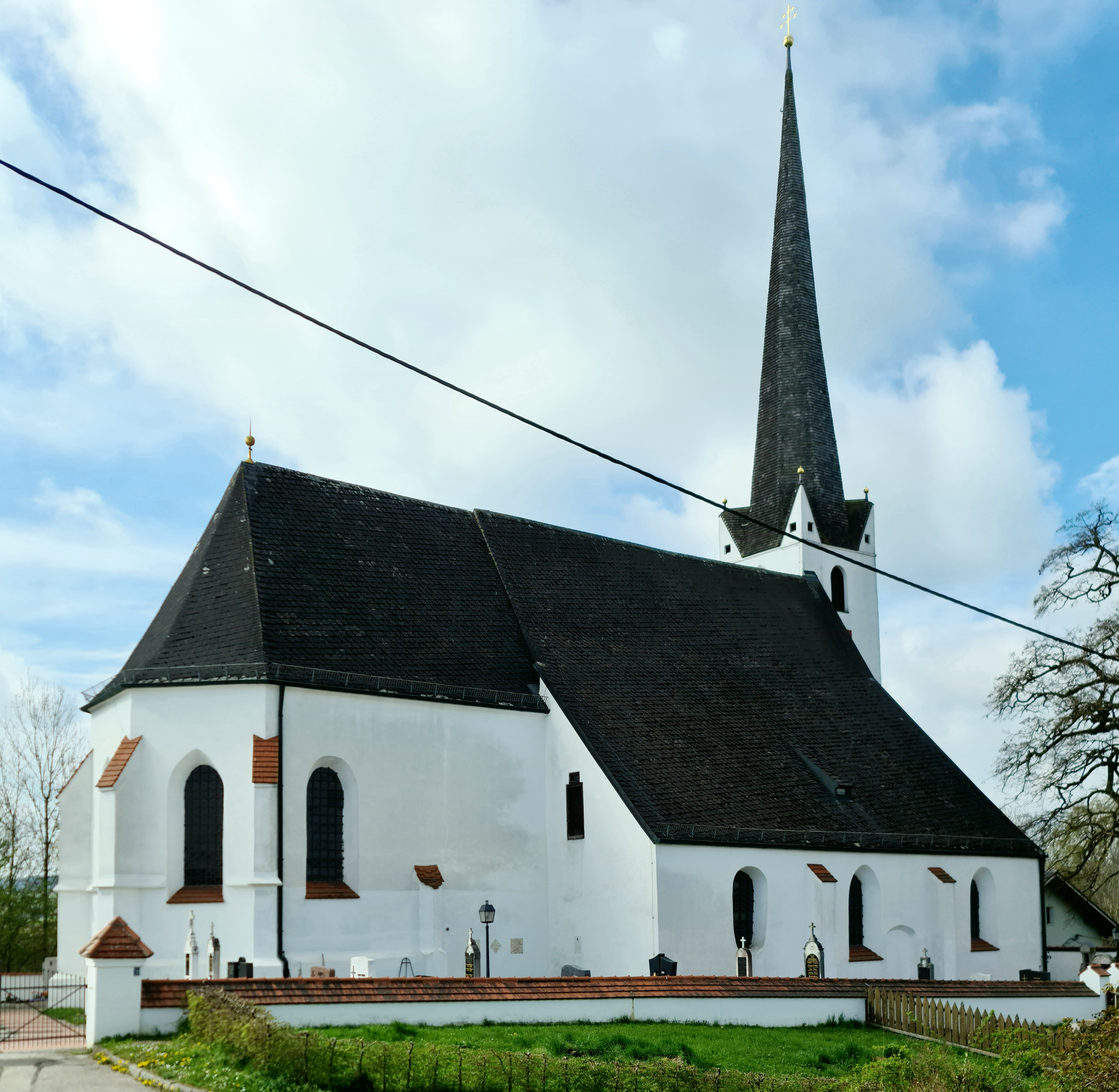
Außenansicht der Pfarrkirche St. Georg in Oberdorfen von Nordosten

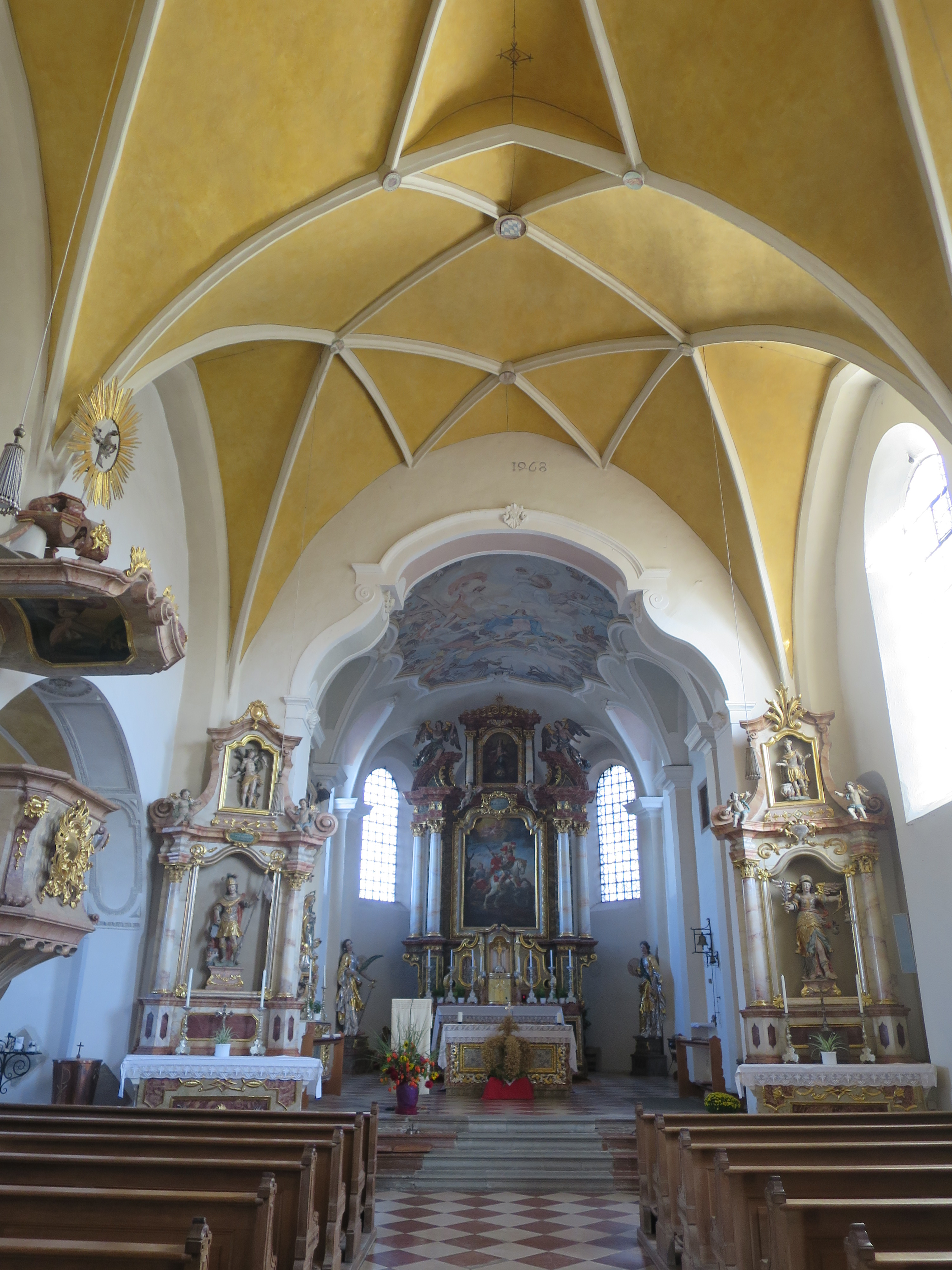
Innenraum

Die Pfarrkirche St. Georg in Oberdorfen, einem Stadtteil von Dorfen im oberbayerischen Landkreis Erding, ist eine stattliche, spätgotische Saalkirche mit eingezogenem Chor und Dreiachtelschluss. Der Kirchenbau befindet sich auf einem schmalen Hügelrücken zwischen dem Isental und Seebachtal. Er liegt rund einen Kilometer westlich von Dorfen.

## Geschichte
Das Patrozinium des heiligen Georg (Gedenktag: 23. April) deutet auf ein hohes Alter der Pfarrei, die Mutterpfarrei von Maria Dorfen ist, hin. Bis 1813 war Oberdorfen Sitz einer großen Pfarrei mit insgesamt 16 Filial- und Nebenkirchen. An diese Zeit erinnert bis heute der stattliche Pfarrhof, der von 1689 bis 1693 vom Münchner Hofbaumeister Domenico Zuccalli nach den Plänen seines Bruders Enrico Zuccalli erbaut wurde. Seit der letzten Sanierung wird er unter der Bezeichnung Pfarrer-Gammel-Haus als Pfarrheim genutzt.
Die heutige Kirche ersetzte einen Vorgängerbau, von dem nichts bekannt ist. Sie wurde etwa ab 1460 im spätgotischen Stil errichtet. Im Jahr 1659 wurde der durch Blitzschlag beschädigte Turm zum Großteil neu errichtet. Restaurierungen wurden um 1754, in den Jahren 1849 bis 1855 und um 1980 durchgeführt.

## Beschreibung
Der spätgotische Bau ist eine zweischiffige und daher asymmetrische Pseudobasilika, entstanden durch das Anfügen eines niedrigen Nordseitenschiffs an das zunächst einschiffige Langhaus. Das Seitenschiff diente als Grab|lege der Zeilhofer Schlossherren. Haupt- und Seitenschiff bestehen aus je drei Jochen. Der in der Achse des Hauptschiff liegende Chor umfasst ein rechteckiges Joch (Chorquadrum) und einen polygonalen Chorschluss, der den Hauptaltar enthält. Am Chorbogen ist in Form eines gebrochenen Dreipasses die Jahreszahl 1468 angebracht, die wohl auf die Fertigstellung des spätgotischen Chores verweist.
Die Rippen am Netzgewölbe des Hauptschiffs sind nur zum Teil original. Die Schlusssteine sind mit Wappen versehen, die zum Teil in Tartschenform ausgeführt sind. Die Rippen im Chorquadrum wurden im Zuge der barocken Umgestaltung des Gewölbes abgeschlagen. Das Deckengemälde stellt die Himmelfahrt Mariens dar und wurde erst 1967 von dem Pfaffenhofener Kirchenmaler Michael P. Weingartner geschaffen.
An den Westgiebel des Langhauses ist – südlich aus der Achse des Mittelschiffs versetzt – der Kirchturm angebaut. Seine Mauerkrone mit vier spitzen Eckgiebeln liegt rund einen Meter oberhalb des Dachfirstes. Den oberen Abschluss bildet ein achtseitiger Spitzhelm mit Kugel und Patriarchenkreuz.

## Ausstattung

### Altäre
Auf dem spätbarocken Hochaltar von 1740 ist der heilige Georg als Drachentöter im Altarblatt dargestellt. Der viersäulige Altar wird flankiert von zwei überschlanken Skulpturen der Heiligen Barbara und Katharina, die reich bemalt und teilweise vergoldet sind. Der Tabernakel ist im Stil des Neorokoko ausgeführt.
Die Seitenaltäre sind den Heiligen Florian und Michael gewidmet.

### Kanzel
Die Kanzel ist ein Werk des Rokoko aus der Zeit um 1765. Der Korpus ist mit vergoldeten Rocaillen verziert. Auf dem Schalldeckel steht ein von Voluten flankiertes Podest, obenauf eine vollplastische Heilig-Geist-Taube im Strahlenkranz.

### Grabdenkmäler
Im Seitenschiff, der sogenannten Zeilhoferkapelle, befinden sich unter anderem die Epitaphien für Jörg Zeilhofer zu Zeilhof († 1486), Tobias von und zu Zeilhofen († 1630, mit Kreuzigungsdarstellung und reicher Spätrenaissanceornamentik) und Johann Ulrich von Pettenbeckh zu Zeilhofen († 1634). Daneben sind zahlreiche weitere Grabmale und Epitaphien aus dem 15. bis 17. Jahrhundert erhalten.

### Übrige Ausstattung
An der Nordwand des Chorraums befindet sich eine Kreuzigungsgruppe von Christian Jorhan d. Ä., die im Jahr 1765 geschaffen wurde. Zahlreiche liturgische Geräte und Gewänder, teils noch aus dem 18. Jahrhundert, werden in der Sakristei aufbewahrt.

### Orgel
Die Orgel wurde 1978 von der Firma G. F. Steinmeyer & Co. aus Oettingen erbaut. 2022 wurde sie gebracht erworben und folgt auf die frühere Orgel von Hubertus von Kerssenbrock aus dem Jahr 1979. Die Steinmeyer-Orgel, ein Schleifladeninstrument mit mechanischen Spiel- und Registertrakturen, umfasst mit 14 Registern auf zwei Manualen und Pedal, die ebenfalls rein mechanische Kerssenbrock-Orgel 13 Register auf zwei Manualen und Pedal.
| I Hauptwerk C–g3 |                  |       |
| 1.               | Rohrflöte        | 8′    |
| 2.               | Prinzipal        | 4′    |
| 3.               | Blockflöte       | 2′    |
| 4.               | Sesquialter II 0 | 2 ⁄3′ |
| 5.               | Mixtur III       | 1 ⁄3′ |

| II Positiv C–g3 |                |      |
| 6.              | Gedackt        | 8′   |
| 7.              | Weidenpfeife 0 | 8′   |
| 8.              | Hohlflöte      | 4′   |
| 9.              | Prinzipal      | 2′   |
| 10.             | Zimbel III     | 1⁄2′ |

| Pedal C–f1 |            |     |
| 11.        | Subbaß     | 16′ |
| 12.        | Octavbaß   | 08′ |
| 13.        | Choralbaß0 | 04′ |

- Koppeln: II/I, I/P, II/P

| I Hauptwerk C–g3 |                  |       |
| 1.               | Schwegel         | 8′    |
| 2.               | Prinzipal        | 4′    |
| 3.               | Sesquialter II 0 | 2 ⁄3′ |
| 4.               | Waldflöte        | 2′    |
| 5.               | Mixtur III–IV    | 1 ⁄3′ |
| 6.               | Clairon          | 4′    |

| II Positiv C–g3 |            |    |
| 7.              | Gedackt    | 8′ |
| 8.              | Blockflöte | 4′ |
| 9.              | Prinzipal  | 2′ |
| 10.             | Oktave     | 1′ |
| 11.             | Cromorne 0 | 8′ |

| Pedal C–f1 |            |     |
| 12.        | Subbaß     | 16′ |
| 13.        | Höhlflöte0 | 04′ |
| 14.        | Fagott     | 08′ |

- Koppeln: II/I, I/P, II/P

## Bildergalerie

Chorfresko
Hochaltar
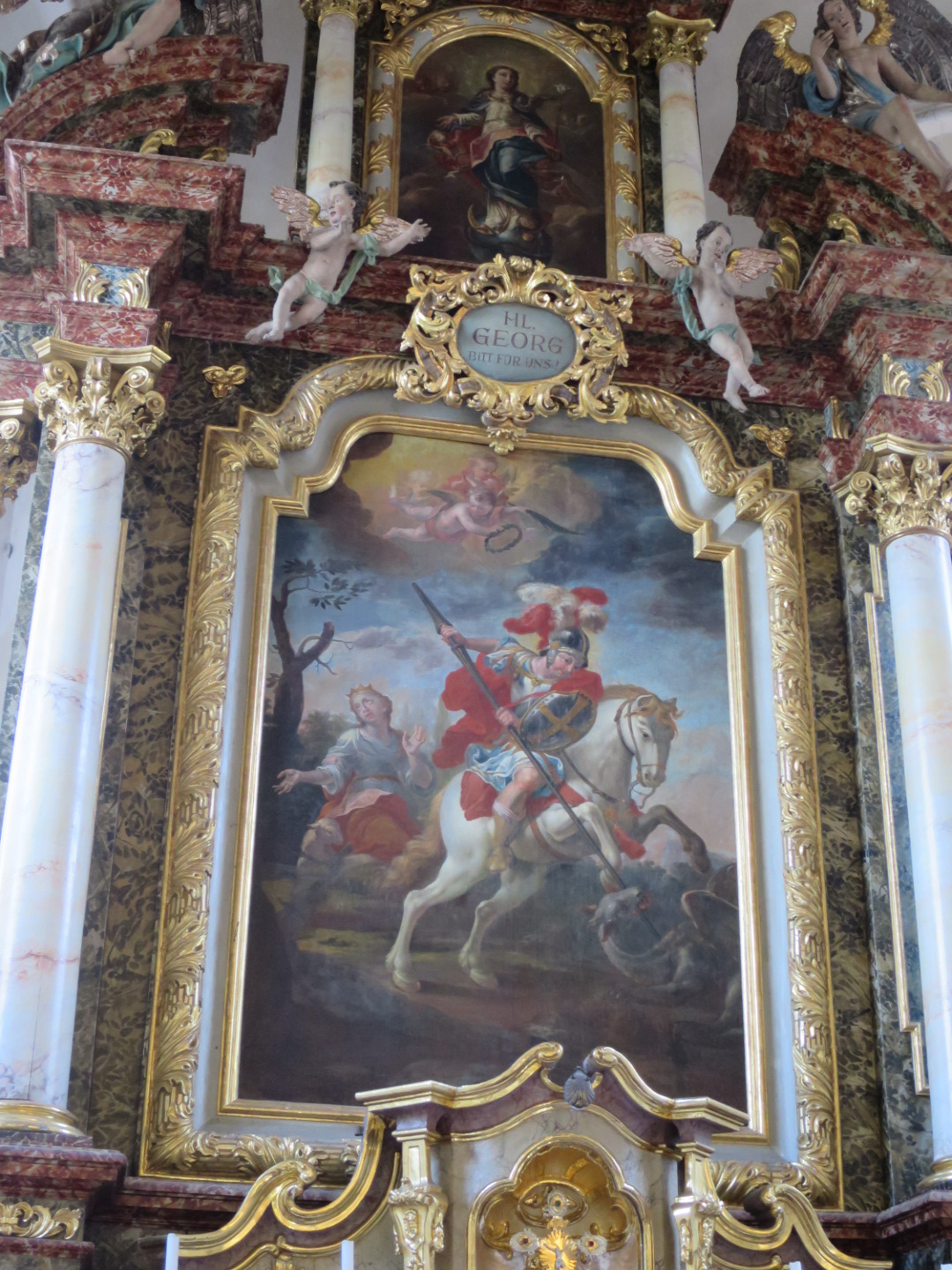
Altarblatt
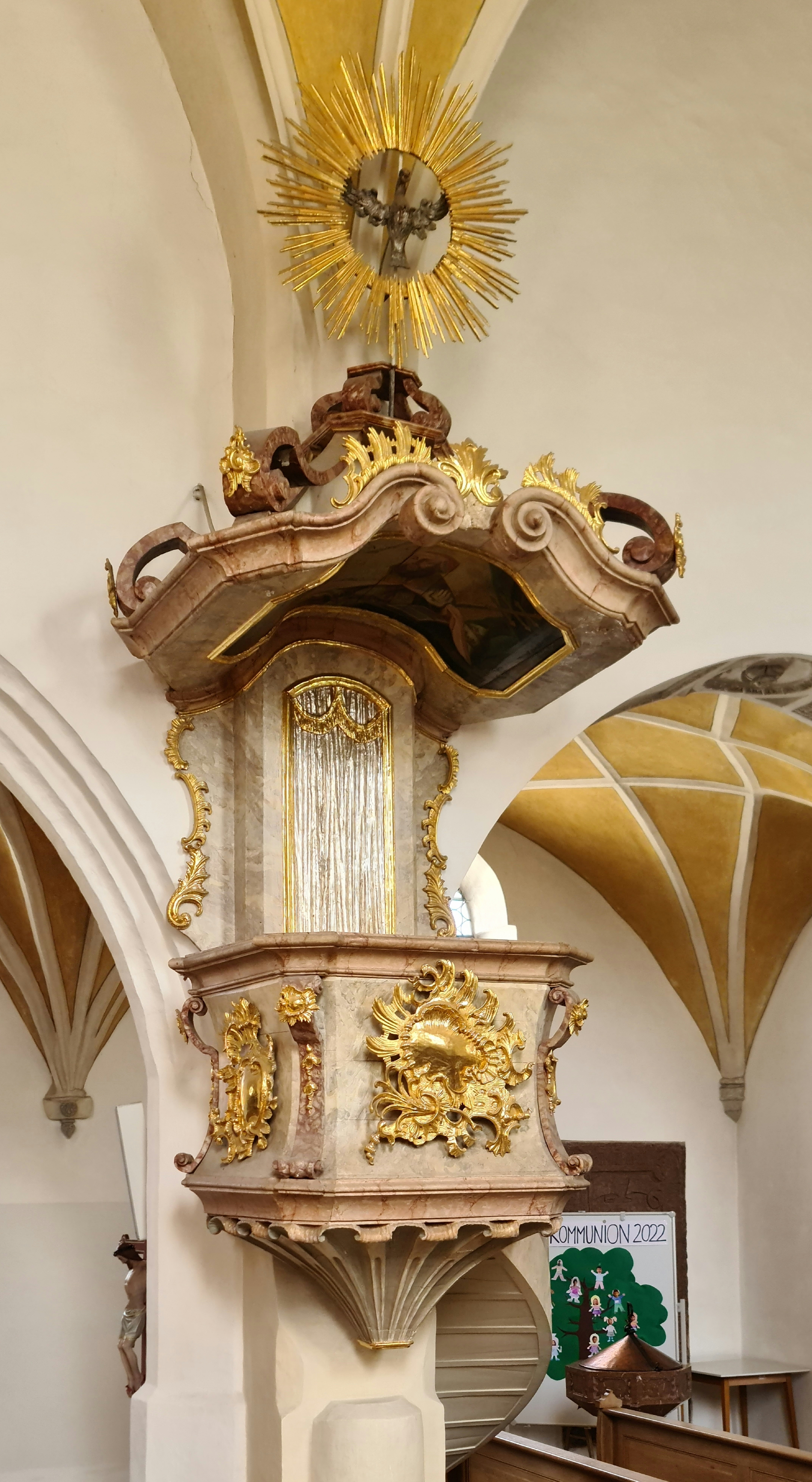
Kanzel
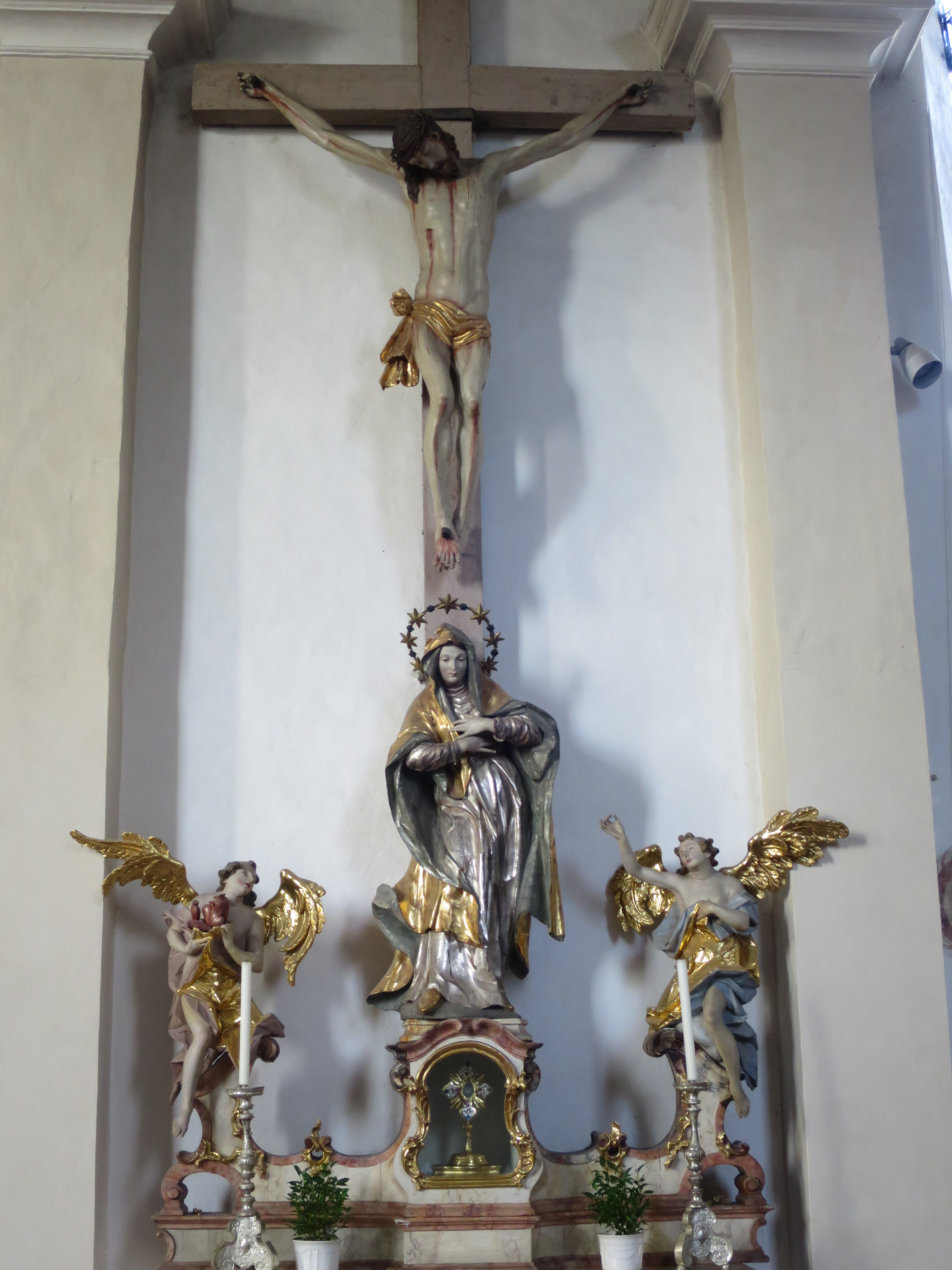
Kreuzigungsgruppe von Christian Jorhan d. Ä.
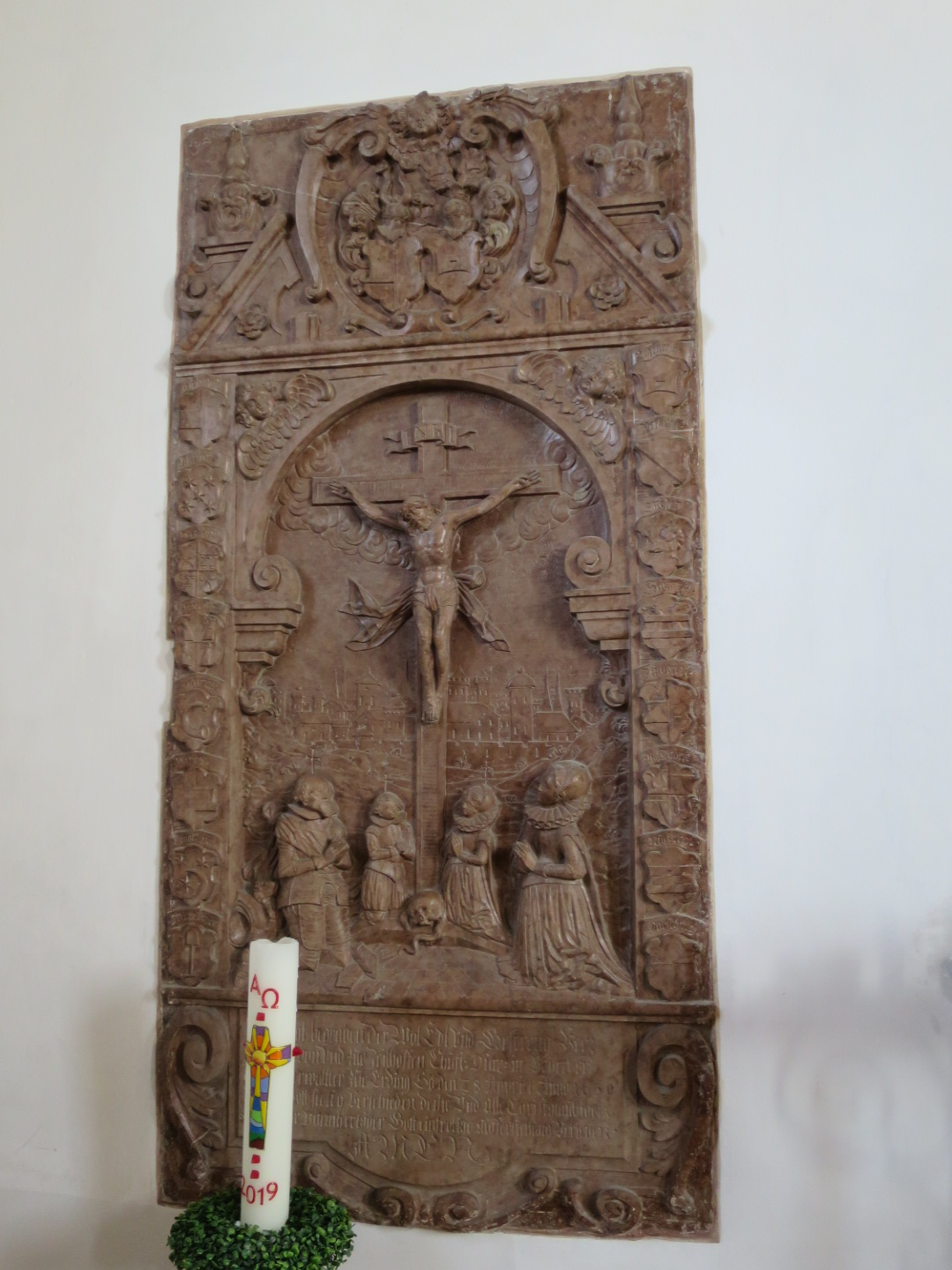
Epitaph für Tobias von Zeilhofen († 1630)